# Geórgios Vafópoulos
Geórgios Vafópoulos (en grec moderne : Γεώργιος Βαφόπουλος ; 1903–1996) est un poète, auteur, enseignant et journaliste grec du XXe siècle.

## Biographie

### Jeunesse
Vafopoulos nait le 3 septembre, 1903 à Gevgelija, alors située dans l'Empire ottoman (de nos jours en Macédoine du Nord),,,,. Après la Deuxième guerre balkanique, il vit à Édesse, à Fano (Kilkis), à Goumenissa puis à Thessalonique,. En 1923, il s'installe à Athènes, où il est inscrit à l'école de mathématiques de l'Université d'Athènes. Il doit cependant stopper ses études au début de 1924 car il souffre de tuberculose. Puis, il retourne à Thessalonique, et avec Kostas Kokkinos, il prend la direction du magazine Makedonika Grammata (Μακεδονικά Γράμματα).

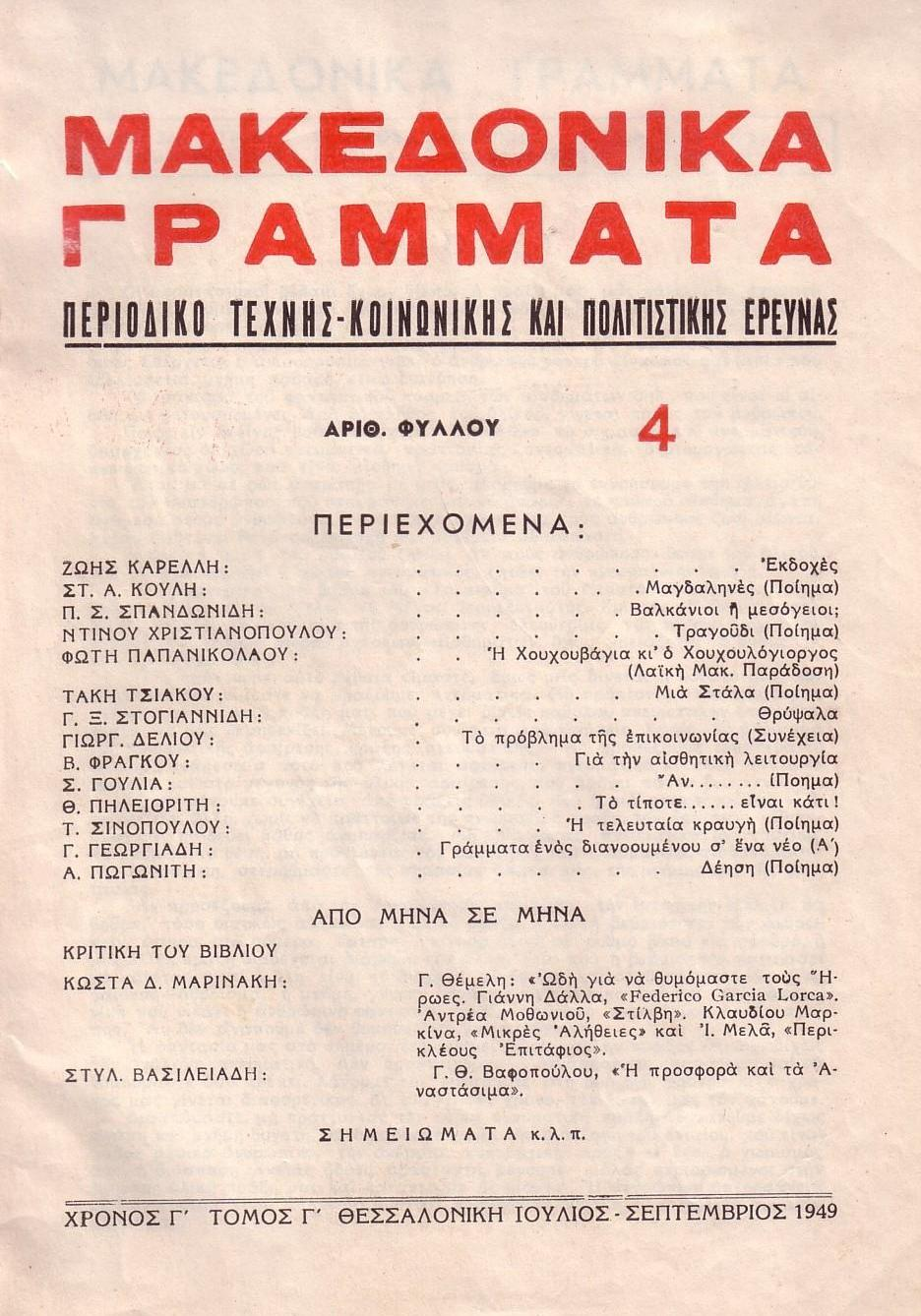
Première page de la revue littéraire Makedonika Grammata, en 1949.

Dès lors, il commence à collaborer avec des périodiques, dans lesquels sont publiés ses poèmes et articles. Il est également le premier et le plus connu des donateurs de la future Bibliothèque municipale de Thessalonique.

### Décennies suivantes
Il est directeur de la bibliothèque municipale de Thessalonique de sa fondation en 1939 jusqu'en 1963, avec quelques césures, notamment pendant l'occupation allemande de la Grèce. Vafopoulos est également membre de l'équipe éditoriale de la revue littéraire Makedonikes Imeres (Μακεδονικές Ημέρες). Il est secrétaire général du premier Théâtre d'État de Thessalonique (1944) et membre du conseil d'administration du Théâtre d'État de la Grèce du Nord (1964-1967). Il est également professeur à l'Université Aristote de Thessalonique dans les années 1990. Il a reçu de nombreux prix littéraires, dont ceux de l'Académie d'Athènes, de la municipalité de Thessalonique, mais aussi de plusieurs sociétés et organisations littéraires.

## Vie personnelle et voyages
En 1924, il rencontre la poétesse et dramaturge thessalonicienne Anthoúla Stathopoúlou qu'il épouse en 1931. La même année, il se rend au mont Athos. En 1935, sa femme meurt de la tuberculose. En 1938, il voyage en Italie, en France et en Suisse. La même année, il rencontre Anastasia Gerakopoulou, qu'il épouse en 1946. En 1951, il voyage en Angleterre, où il visite la British Library. En 1955, il se rend dans sa ville natale, Gevgelija, alors en territoire yougoslave. Il s'y recueille sur la tombe de son grand-père. À partir de cette époque, et jusqu'en 1974, il voyage dans de nombreux pays, aux États-Unis, en Autriche, en Roumanie, en Belgique, en Allemagne, aux Pays-Bas, en Italie, en Espagne et enfin Chypre. Cette même année, il subit une grave crise cardiaque.
Il meurt le 15 septembre 1996,,, après une hospitalisation de deux mois dans une clinique de Thessalonique, à l'âge de 93 ans.

## Œuvres
- Τα ρόδα της Μυρτάλης, 1931
- Εσθήρ. Έμμετρη βιβλική τραγωδία, 1934
- Η Μεγάλη Νύχτα και το Παράθυρο, 1959
- Eπιθανάτια και Σάτιρες, 1966
- Tα Eπιγενόμενα, 1966
- Σελίδες αυτοβιογραφίας, 1970-1975 (4 tomes)